# Pipra (Purba)
Pipra (Purba) – gaun wikas samiti we wschodniej części Nepalu w strefie Sagarmatha w dystrykcie Saptari. Według nepalskiego spisu powszechnego z 2001 roku liczył on 622 gospodarstw domowych i 3452 mieszkańców (1732 kobiet i 1720 mężczyzn).